# From Stump to Ship
From Stump to Ship is een Amerikaanse documentaire uit 1930. De film laat zien wat er met een boomstam gebeurt nadat hij gekapt wordt door houthakkers. De film werd in 2002 toegevoegd aan het National Film Registry.